# Patrik Stenvard
Patrik Stenvard, född 27 juni 1973 i Ekeby församling i Boxholms kommun i Östergötland, är en svensk politiker (moderat) och är sedan 1 augusti 2008 regionråd (tidigare landstingsråd) i Region Gävleborg. Sedan den 1 januari 2023 är Stenvard regionstyrelsens ordförande i Region Gävleborg. Han är den första icke-socialdemokratiska regionstyrelseordföranden (tidigare landstingsstyrelseordförande) i Gävleborg sedan den allmänna rösträtten infördes. 
Stenvard blev invald som ersättare i kommunfullmäktige första gången 1991 i Boxholms kommun. Han var mellan 2006 och 2022 fullmäktigeledamot i Gävle kommun, och sedan valet 2006 även fullmäktigeledamot i Region Gävleborg (tidigare Landstinget Gävleborg).
Under år 2018 var Stenvard under åtta månader kommunalråd och ordförande i kommunstyrelsen i Gävle kommun efter att han efterträtt Inger Källgren Sawela på posten.
Sedan 2011 är Patrik Stenvard förbundsordförande för Moderaterna i Gävleborgs län.